# عماد بابا
عماد بابا (بالإنجليزية: Imad Baba) (مواليد 15 مارس 1974 في هامبل، تكساس، الولايات المتحدة) هو لاعب كرة قدم أمريكي في مركز الوسط، شارك في الألعاب الأولمبية الصيفية 1992. وشارك مع منتخب الولايات المتحدة لكرة القدم. أما مع النوادي، فقد لعب مع كولورادو رابيدز ونيو إنجلاند ريفولوشن.

## مسيرته الكروية
ولد بابا في هامبل، تكساس، لعائلة من أصول فلسطينية. تألق في سن مبكرة، وحصل عام 1992 على لقب "لاعب ولاية تكساس للعام" كما اختير أربع مرات في ليست All-American المدرسيّة.انتقل بعدها إلى جامعة كليمسون، حيث لعب لصالح فريق كرة القدم من 1993 إلى 1995 قبل انتقاله للاحتراف.  لعب عماد بابا خلال مسيرته الاحترافية مع ناديين في سبعة مواسم وسجل خلالها 24 هدفًا ضمن 134 مباراة. ولم يفز بأي موسم بالكأس أو بالدوري.
خاض عماد بابا مسيرته مع نادي نيو إنجلاند ريفولوشن في موسم 1996 ليلعب معه خمسة مواسم، مشاركًا في 102 مباراة سجل خلالها 23 هدفًا. ثم انتقل إلى نادي كولورادو رابيدز في عامي 2001-2003 ولمدة موسمين، حيث شارك في 32 مباراة سجل خلالها هدفًا واحدًا.

## النشاط الدولي
- شارك مع منتخب الشباب في بطولات: كأس العالم تحت 16 عامًا (1989)، كأس العالم تحت 20 عامًا (1993)، وألعاب بان أميركان عام 1995 مع منتخب دون 23 سنة .
- كان ضمن تشكيلة منتخب الولايات المتحدة في أولمبياد أتلانتا 1996 .
- مثل الفريق الأول مرتين، الأولى كانت ضد بوليفيا في 24 يناير 1999 (بديل)، سجّل بها مشاركة دولية واحدة .

## الاحصائيات
| الموسم    | النادي               | المباريات | الأهداف |
| --------- | -------------------- | --------- | ------- |
| 1996–2000 | نيو إنجلاند ريفولوشن | 102       | 23      |
| 2001–2002 | كولورادو رابيدز      | 32        | 1       |
| المجموع   |                      | 134       | 24      |

## الحياة بعد الاعتزال
بعد اعتزاله عام 2002، استقرّ بابا في هيوستن، تكساس، وأدار مطعمًا تحت اسم "Fresh Leaf"

## وصلات خارجية
- عماد بابا على موقع الدوري الأمريكي (الإنجليزية)
- عماد بابا على موقع قاعدة بيانات كرة القدم.إي يو (الإنجليزية)
- عماد بابا على موقع ناشيونال فوتبول تيمز (الإنجليزية)
- عماد بابا على موقع أوليمبيديا (الإنجليزية)